# Salentinella gineti
Salentinella gineti is een vlokreeftensoort uit de familie van de Salentinellidae. De wetenschappelijke naam van de soort is voor het eerst geldig gepubliceerd in 1957 door Balazuc.